# Yan'an
För andra betydelser, se Yan'an (olika betydelser).
Yan'an, tidigare romaniserat Yenan, är en stad på prefekturnivå i Shaanxi-provinsen i nordvästra Kina. Den ligger omkring 260 kilometer norr om provinshuvudstaden Xi'an.
Yan'an-området var målet för Den långa marschen och ett viktigt centrum för den kinesiska kommunistiska revolutionen (1935–1947). Kinas kommunister betraktar Yan'an fortfarande som revolutionens födelseplats.

## Historia
I det medeltida Kina var Yan'an känt som Yanzhou, en militär-strategiskt betydande plats för det kinesiska kejsardömet och Xixias tanguter. Staden försvarades framgångsrikt av Shen Kuo (1031–1095), en kinesisk vetenskapsman, statsman och general under Songdynastin (960–1279). Emellertid övertogs den till sist av tanguterna år 1082 när Shens försvarssegrar fick ringa betydelse och offrades av den nye kanslern, Cai Que, som överlät staden till tanguterna i ett fredsfördrag. Yan'an och hela Shaanxi erövrades av mongolerna i slutet av 1220-talet, kort efter att deras ledare Djingis khan hade stupat under belägringen av västra Xixia 1227. Staden behölls under av den efterträdande kinesiska Mingdynastin (1368–1644), liksom under den manchuriska Qingdynastin (1644–1911).
Efter de kinesiska kommunisternas långa reträttmarsch från Jiangxi upprättade man ett nytt basområde i Yan'an 1935. Under andra världskriget blev stadens alla byggnader – med undantag för en viss pagod – ödelagda av japanskt bombardemang, och de flesta invånarna tvingades bo i hålor i området. Hålbostäder var vanliga sedan tidigare i den här delen av Shaanxi. Medan Yan'an var centrum för den kinesiska revolutionen begav sig en rad väst-journalister, som Edgar Snow och Anna Louise Strong, dit för att intervjua Mao Tse-tung och andra framstående ledare. Strax efter krigsslutet i augusti 1945 bröt ett inbördeskrig åter ut mellan kommunisterna och nationalisterna och i mars 1947 led kommunisterna ett tillfälligt nederlag då de fördrevs från Yan'an av Hu Zongnans nationalistarmé.
Yan'an har tilldelats ett särskilt politiskt symbolvärde, som en plats där kommunistledarnas utopiska visioner utprovades på alla samhällsområden. Staden står för ett slags maoistisk-kommunistisk blomstringstid som inspirerade många människor, också unga människor i väst.

## Administrativ indelning
Prefekturen Yan'an omfattar en yta som är något större än landskapet Jämtland. Yan'an indelas i ett stadsdistrikt, som omfattar den egentliga stadskärnan, och den omgivande landsbygden indelas i tolv härad.
- Stadsdistriktet Baota;
- Häradet Yanchang;
- Häradet Yanchuan;
- Häradet Zichang;
- Häradet Ansai;
- Häradet Zhidan;
- Häradet Wuqi;
- Häradet Ganquan;
- Häradet Fu;
- Häradet Luochuan;
- Häradet Yichuan;
- Häradet Huanglong;
- Häradet Huangling.

## Klimat
Genomsnittlig årsnederbörd är 841 millimeter. Den regnigaste månaden är juli, med i genomsnitt 275 mm nederbörd, och den torraste är december, med 2 mm nederbörd.